# Генерално пълномощно
„Генерално пълномощно“ (на английски: The Hudsucker Proxy) е американско-британски филм от 1994 година, комедия на братя Коен по техен сценарий в съавторство със Сам Рейми.
В центъра на сюжета е наивен младеж, поставен начело на голяма компания от част от нейните акционери, целящи да намалят цената на акциите ѝ. Главните роли се изпълняват от Тим Робинс, Дженифър Джейсън Лий, Пол Нюман.
„Генерално пълномощно“ е номиниран за наградата „Златна палма“.